# Кралете на мамбото
„Кралете на мамбото“ (на английски: The Mambo Kings) е музикална драма от 1992 г., адаптация на романа „The Mambo Kings Play Songs of Love“ на Оскар Хиджуелос. Филмът е режисиран и продуциран от Арне Глимчър. Във филма участват Арманд Асанте, Антонио Бандерас, Кати Мориарти и Марушка Детмерс.

## Актьорски състав
| Актьор            | Роля              |
| ----------------- | ----------------- |
| Арманд Асанте     | Цезар Кастило     |
| Антонио Бандерас  | Нестър Кастило    |
| Кати Мориарти     | Лана Лейк         |
| Марушка Детмерс   | Делорес Фуентес   |
| Деси Арнас младши | Деси Арнас старши |
| Роско Ли Брауни   | Фернандо Перез    |
| Талиса Сото       | Мария Ривиера     |
| Вонди Къртис-Хол  | Мигел Монтоя      |
| Корделия Гонзалес | Ана Мария         |
| Тито Пуенте       | Себе си           |
| Хелена Карол      | Госпожа Шанън     |
| Силия Круз        | Евалина Монтоия   |